# Jean Baptiste Casmiere Breschard
Jean Baptiste Casmiere Breschard, aussi connu sous son nom américain John B. Breschard, est un propriétaire de cirque et artiste équestre au Cirque de Pépin et Breschard, une compagnie théâtrale et équestre américaine du début du XIXe siècle.

## Biographie
Avec son partenaire Victor Pépin, il dirige un cirque à Madrid, en Espagne. Pépin et Breschard sont invités par le consul espagnol à Philadelphie, Don Luis de Onis, à s'installer aux États-Unis et à y construire des amphithéâtres à la manière de John Bill Ricketts (en) qui avait tenu un cirque sur Broad Street à Philadelphie. Pépin et Breschard traversent l'Atlantique en 1807 et se produisent à Boston et à New York avant d'ouvrir leur établissement à Philadelphie le 2 février 1809.
D'après l'ouvrage America's Longest Run: A History of the Walnut Street Theatre d'Andrew Davis, Breschard se spécialisé dans ce qu'on appelle l'équitation « Roman Standing » : en équilibre sur le dos de deux chevaux. Il est aussi comédien de la troupe.
Madame Breschard, son épouse, est première cavalière de la troupe et est décrite dans de nombreuses sources comme l'une des premières femmes d'affaires américaines. Elle est sans doute la première sportive professionnelle reconnue au niveau national aux États-Unis. Les deux se sont produits aux États-Unis entre 1807 et 1817. Jean-Baptiste Breschard s'est aussi à Porto Rico, La Havane, Cuba, et Haïti en 1820,.
Breschard était originaire de France, mais son lieu de naissance ainsi que ses dates de naissance et de décès sont inconnus.

## Breschard et Haïti
En 1819, Jean Baptiste Breschard est invité pour le 17e anniversaire de l'indépendance d'Haïti. Dans la nuit du 1er décembre 1819, alors qu'il se produit devant le président d'Haïti Jean-Pierre Boyer et le peuple haïtien au Cirque Olympique, un incendie se déclare et met fin à la représentation. Breschard quitte Haïti le 22 janvier 1820 après un mois de représentation devant le public haïtien.